# Bṛhatsaṃhitā
La Bṛhatsaṃhitā (de son nom complet : Varāhamihira Bṛhatsaṃhitā (वराहमिहिर बृहत्संहिता) ; en sanskrit romanisé Brihat-Samhita, ou en français La Grande Compilation ou Le Grand Recueil) est une encyclopédie en sanscrit du VIe siècle rédigée par le mathématicien et astrologue Varahamihira (505-587).
Ce traité divinatoire composé de 106 chapitres est connu comme la « grande compilation » parce qu'il couvre un large éventail de sujets, parmi lesquels : l'astrologie indienne, les mouvements planétaires, l'éclipse, les pluies et les types de nuages, l'architecture, l'agriculture, la production de parfums, le mariage et les relations domestiques, ainsi que l'évaluation des gemmes et perles que l'on trouve dans Garuda Purana (en).

## Contenu

### Observations générales
Varāhamihira donne des conseils aux astrologues, notamment sur les fondamentaux de leur discipline d'un point de vue astronomique : "[l'astrologue] doit bien connaître l'ère [yoga], l'année [varsa], les solstices [ayana]..." (B.S. 2.3).  Un peu plus loin, Varāhamihira ajoute que le savoir doit être aussi pratique et vérifiable : " l'astrologue] doit savoir démontrer de manière évidente que les latitudes du lever de soleil et des conjonctions décrites sur le cercle vertical correspondent à son observation [drgganita] accomplie au moyen du gnomon et de l'horloge à eau" (B.S. 2.7). 
Varāhamihira donne dans ce traité une liste de présages, que tous les astrologues doivent connaître, afin d'interpréter les signes célestes correctement. 
Attaché au roi, et déclarant qu'il est impossible pour tout astrologue "qu'une personne puisse à elle seule, le jour et la nuit, maîtriser tous les présages" (B.S. 2.17), il propose dans la Bṛhat-Samhitā un système pour l'astrologue royal, qui délègue à quatre autres astrologues un quart du ciel, en fonction des huit directions [cis], c'est-à-dire le nord, le nord-est, le nord-ouest, le sud, le sud-est, le sud-ouest, l'est, et l'ouest.  
La Bṛhat-Samhitā n'est pas seulement un manuel astrologique : elle donne aussi des conseils variés, tels que préparer un parfum, construire une maison, séduire une femme, préparer de la colle, ou même traiter les maladies des arbres.

### Liste des chapitres
La liste ci-dessous est établie à partir de l'édition de 1884 en anglais, disponible sur Internet Archive.
L'ouvrage est décomposé en deux parties. Dans la première, plus d'un millier de phénomènes de la nature sont traités, avec leurs effets et les moyens d'en éliminer les maux ; l'approche est instructive.
La deuxième partie aborde des sujets plus culturels et pratiques, sur une grande variété de sujets. L'auteur liste les ingrédients pour préparer le bain du roi ; explique la méthode pour tremper les outils ou armes coupants ; interprète le comportement et les mouvements de l'homme, et donne les clés pour en tirer profit ; il énonce aussi des théories scientifiques sur les rivières souterraines ou la croissance des arbres ; il étudie les caractéristiques de certaines espèces animales, évoque le déterminisme (Sāmudrika) et la chiromancie pour l'homme et le traitement bienveillant des femmes ; enfin, il étudie les senteurs et parfums, le sexe et les lits, les pierres précieuses et termine par des présages et des prédictions astrologiques.
Première partie
- Chapitre 1 - Introduction
- Chapitre 2 - Le Jyotiṣa (astrologue)
- Chapitre 3 - Sur la course du soleil (āditya-cāra)
- Chapitre 4 - Sur la trajectoire de la Lune (candra-cāra)
- Chapitre 5 - Sur le parcours de Rāhu (rāhu-cāra)
- Chapitre 6 - Sur la route de Mars (bhauma-cāra)
- Chapitre 7 - Sur le cours du mercure (budha-cāra)
- Chapitre 8 - Sur la course de Jupiter (bṛhaspati-cāra)
- Chapitre 9 - Sur le chemin de Vénus (śukra-cāra)
- Chapitre 10 - Sur la trajectoire de Saturne (śanaiścara-cāra)
- Chapitre 11 - Sur les comètes (ketu)
- Chapitre 12 - Sur le Canopus (Agastya)
- Chapitre 13 - Sur la constellation de Saptarṣi (sept Ṛṣis ou Sages)
- Chapitre 14 - Sur Kūrma Vibhāga
- Chapitre 15 - Sur le site Nakṣatras (nakṣatra-vyūha)
- Chapitre 16 - Sur les planètes (graha-bhaktiyoga)
- Chapitre 17 - Sur les conjonctions planétaires (grahayuddha)
- Chapitre 18 - Sur la conjonction de la Lune avec les planètes (śaśigrahasamāgama)
- Chapitre 19 - Sur les années planétaires (grahavarṣaphala)
- Chapitre 20 - Sur les réunions planétaires (grahaśṛṅgāṭaka)
- Chapitre 21 - Sur les nuages de pluie (garbhalakṣaṇa)
- Chapitre 22 - Les jours de soutien à la pluie (garbha-dhāraṇa)
- Chapitre 23 - Sur la pluie (pravarṣaṇa)
- Chapitre 24 - Sur Rohiṇī-yoga
- Chapitre 25 - Sur Svāti-yoga
- Chapitre 26 - Sur Āṣāḍhī-yoga
- Chapitre 27 - Sur les vents (vātacakra)
- Chapitre 28 - Signes de pluie immédiate (sadyovarṣaṇa)
- Chapitre 29 - Sur les fleurs et les plantes (kusumalatā)
- Chapitre 30 - Signes des heures crépusculaires (sandhyā-lakṣaṇa)
- Chapitre 31 - Sur Digdāha (lueur à l'horizon)
- Chapitre 32 - Signes d'un tremblement de terre (bhūkampa-lakṣaṇa)
- Chapitre 33 - Sur les météores (ulkā)
- Chapitre 34 - Sur les halos (pariveṣa-lakṣaṇa)
- Chapitre 35 - Signes des arcs-en-ciel (indrāyudha-lakṣaṇa)
- Chapitre 36 - Les signes de la ville aérienne (gandharvanagara-lakṣaṇa)
- Chapitre 37 - Sur les faux soleils (pratisūrya-lakṣaṇa)
- Chapitre 38 - Sur les tempêtes de poussière (rajas-lakṣaṇa)
- Chapitre 39 - Sur les coups de tonnerre
- Chapitre 40 - Sur Sasya-jātaka (horoscopie végétale)
- Chapitre 41 - Classification des substances (dravya-niścaya)
- Chapitre 42 - Fluctuation des prix
- Chapitre 43 - Sur Indra-dhvaja (la bannière d'Indra)
- Chapitre 44 - Cérémonie de lustration (nīrājanavidhi)
- Chapitre 45 - Sur la queue de cheval (khañjana-kalakṣaṇa)
- Chapitre 46 - Sur les présages ou les calamités publiques (utpāta-adyāya)
- Chapitre 47 - Motley Miscellany (mayūracitraka)

Deuxième partie
- Chapitre 48 - Bain royal (puṣyasnāna)
- Chapitre 49 - Sur Paṭṭa (crown plate)
- Chapitre 50 - Sur l'épée (khaḍga-lakṣaṇa)
- Chapitre 51 - Aṅga (prédiction par les membres)
- Chapitre 52 - Sur les boutons (piṭaka-lakṣaṇa)
- Chapitre 53 - Sur la construction de logements (vāstu-vidyā)
- Chapitre 54 - Sur les sous-courants (dakārgala)
- Chapitre 55 - Sur le jardinage (vṛkṣāyurveda)
- Chapitre 56 - Sur la construction des temples (prāsāda-lakṣaṇa)
- Chapitre 57 - Sur le ciment durable (vajralepa-lakṣaṇa)
- Chapitre 58 - Sur les idoles des temples (pratimā-lakṣaṇa)
- Chapitre 59 - A l'entrée dans la forêt (vanasampraveśa ou vanapraveśa)
- Chapitre 60 - Installation des idoles dans les temples (pratimā-pratiṣṭhāpana)
- Chapitre 61 - Sur les caractéristiques des vaches (go) et des bœufs (vṛṣabha)
- Chapitre 62 - Sur les caractéristiques du chien (śva ou śvan-lakṣaṇa)
- Chapitre 63 - Sur les caractéristiques du coq (Kukkuṭa-lakṣaṇa)
- Chapitre 64 - Sur les caractéristiques de la tortue (kūrma-lakṣaṇa)
- Chapitre 65 - Sur les caractéristiques de la chèvre (chāga-lakṣaṇa)
- Chapitre 66 - Sur les caractéristiques du cheval (aśva-lakṣaṇa)
- Chapitre 67 - Sur les caractéristiques de l'éléphant (hasti-lakṣaṇa)
- Chapitre 68 - Sur les caractéristiques des hommes (puruṣa-lakṣaṇa)
- Chapitre 69 - Signes des cinq grands hommes (pañca-puruṣa ou pañca-mahāpuruṣa)
- Chapitre 70 - Sur les caractéristiques des femmes (kanyā-lakṣaṇa)
- Chapitre 71 - Les présages des fentes de vêtements (vastracheda-lakṣaṇa)
- Chapitre 72 - Sur les Chowries (cāmara-lakṣaṇa)
- Chapitre 73 - Sur les parapluies (chatra-lakṣaṇa)
- Chapitre 74 - L'éloge des femmes (strī-praśaṃsā)
- Chapitre 75 - Gagner de l'affection (saubhāgya -karaṇa)
- Chapitre 76 - Les remèdes érotiques, les médicaments spermatiques et les médicaments (kāndarpika)
- Chapitre 77 - La préparation des parfums (gandhayukti)
- Chapitre 78 - Sur l'union sexuelle (puṃstrī-samāyoga)
- Chapitre 79 - Sur les canapés et les sièges (śayyāsana)
- Chapitre 80 - Sur les pierres précieuses (ratna-parīkṣā)
- Chapitre 81 - Sur les perles (muktā-lakṣaṇa)
- Chapitre 82 - Sur les rubis (padmarāga-lakṣaṇa)
- Chapitre 83 - Sur les émeraudes (marakata-lakṣaṇa)
- Chapitre 84 - Sur les lampes (dīpa-lakṣaṇa)
- Chapitre 85 - Sur la brosse à dents (dantakāṣṭha)
- Chapitre 86 - Les présages (1) : Règles générales (śākuna)
- Chapitre 87 - Les présages (2) : Sur le cercle de l'horizon (antara-tcakra)
- Chapitre 88 - Les présages (3) : Sur les cris de mauvais augure (viruta) des oiseaux et des bêtes
- Chapitre 89 - Les présages (4) : Sur le cercle des chiens (śvacakra)
- Chapitre 90 - Les présages (5) : Au cri du chacal (śivā-ruta)
- Chapitre 91 - Les présages (6) : Mouvements d'animaux sauvages (mṛga-ceṣṭita)
- Chapitre 92 - Les présages (7) : L'intention des vaches (go-iṅgita)
- Chapitre 93 - Les présages (8) : L'intention des chevaux (aśva-iṅgita)
- Chapitre 94 - Les présages (9) : L'attitude des éléphants (hasti-veṣṭita)
- Chapitre 95 - Les présages (10) : Les cris des corbeaux (vāyasa-viruta)
- Chapitre 96 - Les présages (11) : Complément aux présages (śākuna-uttara)
- Chapitre 97 - Au moment de la concrétisation des effets (pāka-adhyāya)
- Chapitre 98 - Sur les constellations (nakṣatra-karmaguṇa)
- Chapitre 99 - Les jours et demi-journées lunaires (tith-karmaguṇa)
- Chapitre 100 - Sur les qualités du Karaṇas (karaṇa-guṇa)
- Chapitre 101 - Sur les effets de la naissance dans les astérismes (nakṣatra-jātaka)
- Chapitre 102 - Sur la division du zodiaque en signes (rāśi-vibhāga)
- Chapitre 103 - Les effets de la combinaison planétaire sur le mariage (vivāha-paṭala)
- Chapitre 104 - Sur les transits de planètes (graha-gocara)
- Chapitre 105 - Sur le culte de la divinité stellaire (rūpasatra)
- Chapitre 106 - Conclusion